# Sistema de Transporte Metropolitano
Sistema de Transporte Metropolitano también conocido como STM es la red de transporte público de Montevideo y su área metropolitana. Se implementó en octubre del año 2007 y tiene como objetivos fundamentales contar con medios de transporte racionalizados, eficientes y seguros para todo el público.

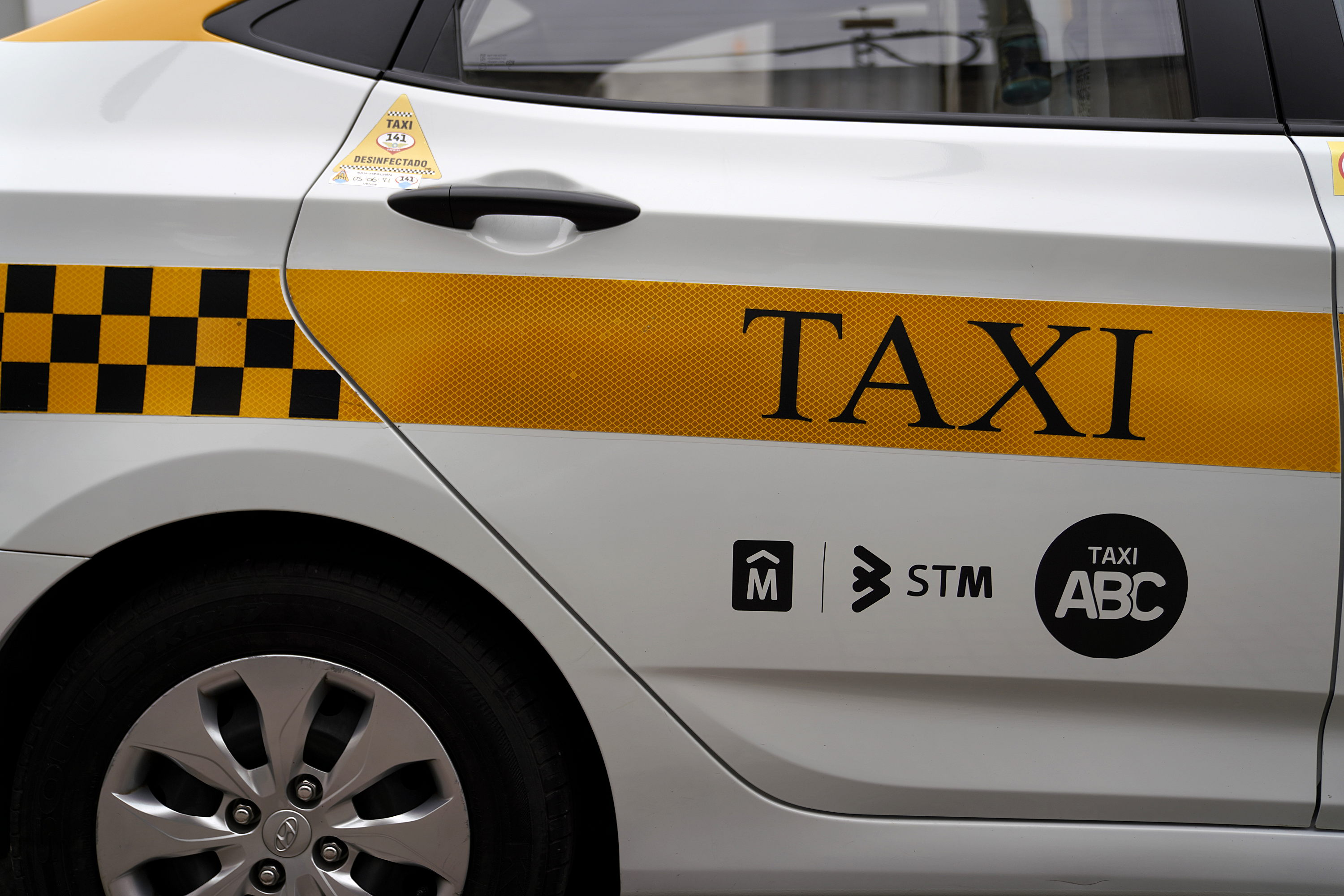
Taxi en Montevideo

## Características

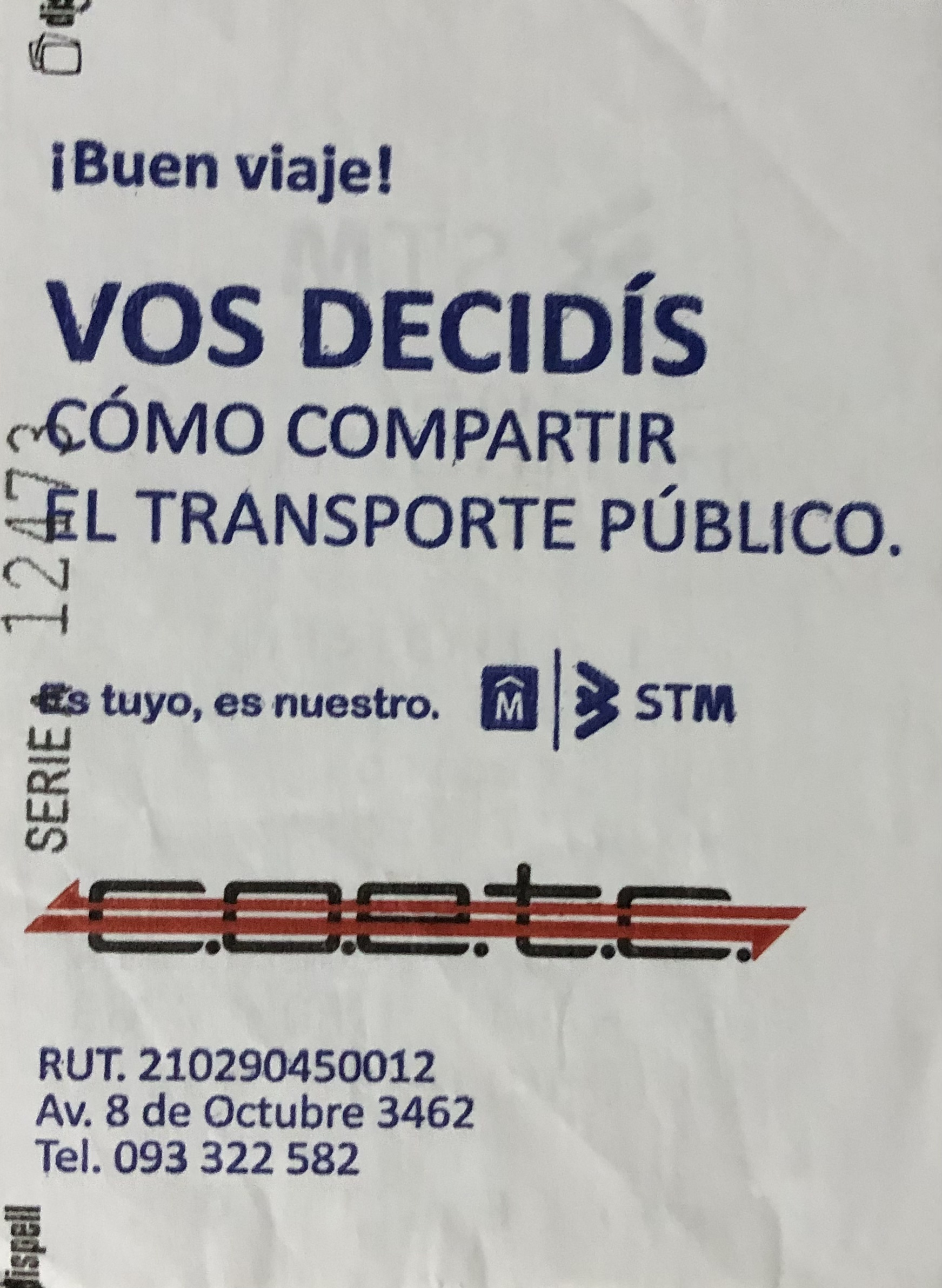
Boleto del STM sobre la convivencia en el transporte, expedido por la cooperativa Coetc

Los usuarios que viajan en el transporte público de Montevideo, Canelones y San José pueden optar por utilizar una tarjeta inteligente, la Tarjeta STM. Es de tipo prepaga mediante la cual se realiza el pago de la tarifa correspondiente al viaje deseado por el usuario. La utilización de la misma no es obligatoria, pudiendo abonar a bordo del ómnibus.

### Categorías
| \| Tipo de categoría \| Imagen \| Características \| \| ----------------------------- \| ------------- \| --------------------------------------------------------------------------------------------------------------------------------------------- \| \| Tarjeta común \| \| Válida para todo público \| \| Tarjeta estudiantes \| \| Válida para estudiantes de nivel secundario y terciario \| \| Tarjeta jubilados \| \| Válido para personas jubiladas y/o pensionistas \| \| Tarjeta gestión social \| No disponible \| Válido para alumnos de escuelas especiales o que cumplan los requisitos de la Unidad de Atención y Orientación sobre Servicios Sociales. \| \| Tarjeta organismo \| No disponible \| Válido para personas vinculadas a instituciones públicas o privadas que requieran de movilidad. \| \| Tarjeta prepago nominado \| \| Válido para trabajadores vinculados a instituciones públicas o privadas que realicen aportes a los organismos previsionales correspondientes. \| \| Tarjeta vendedores y artistas \| No disponible \| Válido para trabajadores ambulantes y artistas que desarrollen sus actividades a bordo de las unidades del sistema. \| |               | |
| Tipo de categoría | Imagen        | Características |
| Tarjeta común |               | Válida para todo público |
| Tarjeta estudiantes |               | Válida para estudiantes de nivel secundario y terciario                                                                                       |
| Tarjeta jubilados |               | Válido para personas jubiladas y/o pensionistas                                                                                               |
| Tarjeta gestión social | No disponible | Válido para alumnos de escuelas especiales o que cumplan los requisitos de la Unidad de Atención y Orientación sobre Servicios Sociales.      |
| Tarjeta organismo | No disponible | Válido para personas vinculadas a instituciones públicas o privadas que requieran de movilidad.                                               |
| Tarjeta prepago nominado |               | Válido para trabajadores vinculados a instituciones públicas o privadas que realicen aportes a los organismos previsionales correspondientes. |
| Tarjeta vendedores y artistas | No disponible | Válido para trabajadores ambulantes y artistas que desarrollen sus actividades a bordo de las unidades del sistema.                           |

(1) Estudiantes
- Los estudiantes cuentan con tres categorías 
  - Categorías A y B; en estas varia el precio dependiendo del rango de edad. En las mismas se comprenden los estudiantes de educación pública secundaria menores de veinte años. La categoría A, cuesta $27 y la categoría B $37,80. Únicamente se puede abonar con la tarjeta STM.
  - Categoría G: es una categoría especial (gratuita), en la cual comprenden los estudiantes de educación primaria viajan gratuitamente sin necesidad de tarjeta; simplemente con el uniforme escolar, desde las 7 de la mañana hasta las 19:30.

(2) Jubilados y pensionistas
- Los jubilados y pensionistas tienen dos categorías, A y B, en la cual la tarifa varía. La categoría A vale $14 en efectivo u $11 con la STM. Mientras la categoría B, cuesta $23 y $20 respectivamente.

(3) Pase libre
- Como indica su nombre, es utilizada para realizar viajes gratuitos la cual es exclusiva para usuarios específicos, entre los cuales se encuentran personas en situación de discapacidad, vendedores ambulantes, artistas e incluso los propios trabajadores del transporte. Dichos usuarios deben concurrir a centros de atención integral STM para poder realizar un trámite para renovar el número de viajes designados por año.

### Tarifas
Actualización al 19/8/2025

Existen dos tipos de tarifas, el primero se trata del tipo de tarifa de viaje único, es decir, que el usuario puede abonar un boleto válido para un único viaje y lo puede realizar tanto con la tarjeta STM o solamente con efectivo, sin necesidad de presentar dicha tarjeta. Y el segundo se refiere al tipo de tarifa de viajes multitramo, es decir, que el usuario puede abonar un boleto válido para viajar en más de un ómnibus. Para acceder a este tipo de tarifas, el usuario deberá contar siempre con la tarjeta STM, pudiendo abonar el viaje solicitado con saldo cargado -o cubriendo dicha tarifa con efectivo- luego de presentar dicha tarjeta.
| \| Tipo de boleto \| Costo en efectivo \| Costo con Tarjeta STM \| Características \| \| ------------------------- \| ----------------- \| --------------------- \| -------------------------------------------------------------------------------------------------------------------------------- \| \| Común \| $61 \| No válido \| Válido para un único viaje \| \| Local (o zonal) \| $32 \| $25 \| Válido para un único viaje dentro de un zona o barrio delimitados (a excepción del centro de la ciudad) y la línea eléctrica CE2 \| \| Céntrico \| $46 \| $36 \| Válido para un único viaje dentro de la zona céntrica de Montevideo y la línea eléctrica CE1 \| \| Diferencial \| $92 \| $75 \| Válido para un único viaje en las líneas diferenciales (D1, D5, D8, D9, D10 y D11) \| \| Diferencial Metropolitana \| $104 \| $104 \| Válido para un único viaje en la línea diferencial-metropolitana DM1 \| |                   |                       | |
| Tipo de boleto | Costo en efectivo | Costo con Tarjeta STM | Características |
| Común | $61               | No válido             | Válido para un único viaje |
| Local (o zonal) | $32               | $25                   | Válido para un único viaje dentro de un zona o barrio delimitados (a excepción del centro de la ciudad) y la línea eléctrica CE2 |
| Céntrico | $46               | $36                   | Válido para un único viaje dentro de la zona céntrica de Montevideo y la línea eléctrica CE1                                     |
| Diferencial | $92               | $75                   | Válido para un único viaje en las líneas diferenciales (D1, D5, D8, D9, D10 y D11)                                               |
| Diferencial Metropolitana | $104              | $104                  | Válido para un único viaje en la línea diferencial-metropolitana DM1                                                             |

| \| Tipo de boleto \| Costo en efectivo \| Costo con Tarjeta STM \| Características \| \| -------------- \| --------------------- \| --------------------- \| ---------------------------------------------------------------------------------------------------------------------------------------------------------- \| \| 1 Hora \| $61 \| $50 \| Válido para 2 viajes mediante trasbordo dentro de 1 hora. \| \| 2 Horas \| $92 \| $75 \| Válido para sin límite de viajes mediante trasbordo dentro de 2 horas. A partir del 14/11/22 este boleto tambien incluye a los servicios diferenciales.[2] \| \| Metropolitano \| $78 + costo suburbano \| $78 + costo suburbano \| Válido para 2 viajes mediante trasbordo entre un bus urbano y otro suburbano dentro de 3 horas. (*) \| |                       |                       | |
| Tipo de boleto | Costo en efectivo     | Costo con Tarjeta STM | Características |
| 1 Hora | $61                   | $50                   | Válido para 2 viajes mediante trasbordo dentro de 1 hora.                                                                                               |
| 2 Horas | $92                   | $75                   | Válido para sin límite de viajes mediante trasbordo dentro de 2 horas. A partir del 14/11/22 este boleto tambien incluye a los servicios diferenciales. |
| Metropolitano | $78 + costo suburbano | $78 + costo suburbano | Válido para 2 viajes mediante trasbordo entre un bus urbano y otro suburbano dentro de 3 horas. (*)                                                     |

(*) Boleto Metropolitano: De abordar como primer bus un urbano se abona precio base + abordando el segundo bus suburbano se abona el precio faltante según el punto en el cual desciende el pasajero. En caso contrario, en el primer bus suburbano se abona totalidad del costo + abordando el segundo bus urbano no se abona costo. A partir de 20 de junio de 2022 este boleto solo puede efectuarse presentando la tarjeta STM.

### Recarga
La Tarjeta STM y sus tarjetas de categorías pueden recargarse en los distintos puntos de recarga de la ciudad o a través del sistema STM en Línea(desde el 1/6/24) para recargar de forma online mediante una suscripción previa (a excepción de la tarjeta Pase Libre, la cual se gestiona únicamente en Atención Integral). Para las recargas de forma presencial los topes de recarga son $100 como mínimo y $5000 como máximo, mientras que en STM en Línea los topes son de $225 (o $90 para usuarios de la Tarjeta Uruguay Social del MIDES) como mínimo y sin límite establecido como máximo. El sistema en línea además admite saldo negativo de hasta -$180 por lo que en ese caso, el usuario deberá recargar $225 (o $90) + el saldo pendiente, de lo contrario la tarjeta STM se bloqueará del sistema en línea. También existe una opción para usuarios con una cuenta en el Banco República, u otra institución financiera para asociar la tarjeta STM al débito pospago del boleto (sin necesidad de recarga previa).
La tarjeta no sólo incluye el transporte colectivo, sino también el sistema de taxis y el acceso a la plataforma Movete de bicicletas públicas de Montevideo.
Los organismos contralores del sistema, así como las empresas prestadoras, cuentan con una tecnología que posibilita generar una base de seguimiento de la cantidad de usuarios que utilizan los diferentes servicios para así poder optimizar el sistema. Esto es posible a través del sistema de control satelital GPS instalados en ómnibus, taxis y bicicletas, que permite hacer un seguimiento de cada recorrido mediante la ubicación en la cual se encuentre.

### Beneficios
- Bonificación del 10% sobre el importe gastado para el usuario frecuente.[6][7]
- Disminución el dinero a bordo de los ómnibus.[cita requerida]
- Programa de convivencia en el transporte público.
- Aumento de la seguridad del sistema.
- Mayor dinámica en la oferta e información del servicio.
- Mejora y fiscalización del cumplimiento de los horarios.
- Obtención de datos en tiempo real, para optimizar las líneas, recorridos y frecuencias.
- Mayor control sobre los boletos subsidiados por la IM.
- Información sobre la mejora del servicio a través de la Coordinadora de Usuarios del STM.[8]

### Sitios web y aplicaciones
Además del sitio web oficial con los horarios actualizados, el STM también ofrece un sitio web que muestra un mapa de ómnibus el cual realiza el seguimiento de todas las unidades comprendidas dentro del STM en tiempo real, a través del sistema GPS, dicho sitio web es prestado por la plataforma Leaflet. Además, el STM cuenta con una app oficial (en desarrollo) llamada Como Ir la cual se encuentra disponible en las tiendas de aplicaciones móviles (por el momento ofrece sólo los servicios de Montevideo).

## Infraestructura

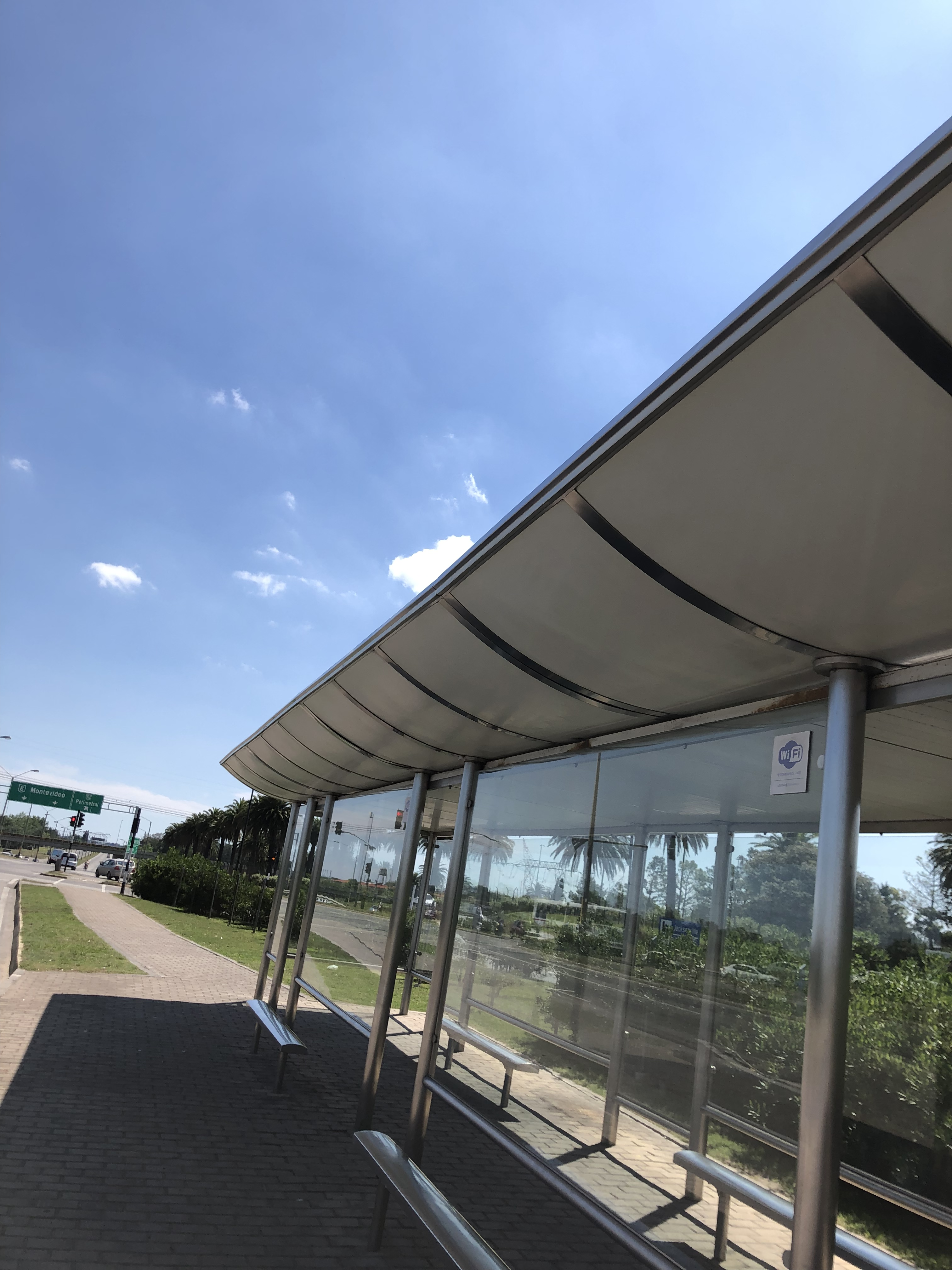
Parada de ómnibus en Montevideo

El sistema cuenta con una amplia y diversa infraestructura que incluye terminales, carriles preferenciales, intercambiadores, corredores. Las terminales e intercambiadores permiten la finalización, inicio o el paso de los diferentes recorridos de la faja metropolitana mejorando la integración física y tarifaria. Mientras que los carriles preferenciales y corredores permiten la integración operativa, reduciendo los tiempos de espera y los viajes en el transporte público.

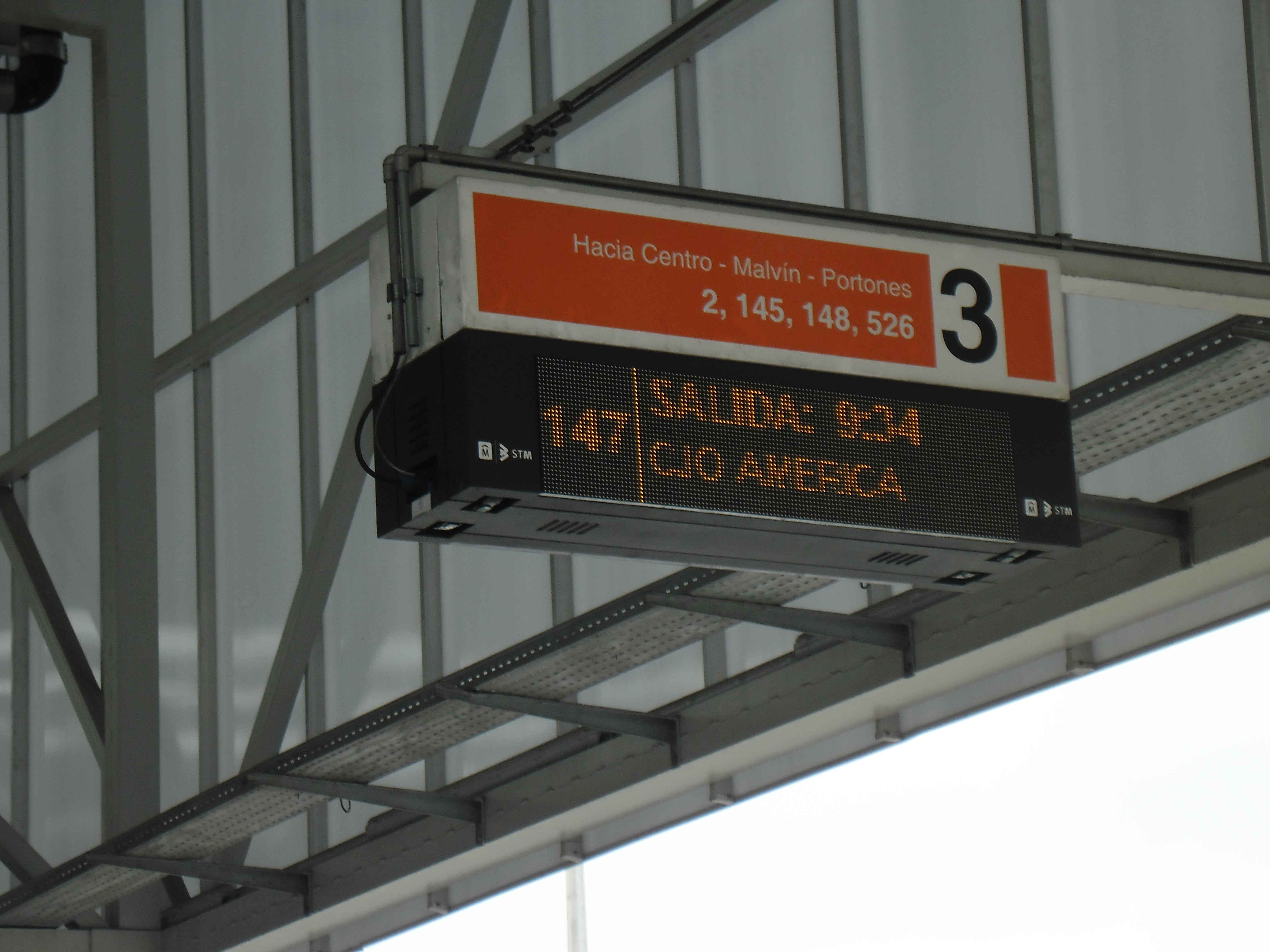
Paneles informativos en la Terminal Colón

#### Carriles preferenciales
- Avenida Rivera desde Avenida Bolivia hasta Alejandro Fleming (sentido Centro) / Bulevar Artigas hasta Arenal Grande (sentido Centro)
- Avenida Agraciada desde Avenida San Martín hasta Avenida Lucas Obes (ambos sentidos)
- Avenida Daniel Fernández Crespo desde Avenida 18 de Julio hasta Avenida de las Leyes (sentido afuera)
- Colonia desde Acevedo Díaz hasta Convención (sentido Centro)
- Mercedes desde Andes hasta Arenal Grande (sentido afuera)
- José Enrique Rodó desde Constituyente hasta Mario Casinoni (sentido afuera)
- Eduardo Víctor Haedo en toda su extensión (sentido afuera)
- Avenida 8 de Octubre desde Presidente Berro hasta Gobernador Vigodet (ambos sentidos)
- Avenida Italia desde Bulevar Artigas hasta Avenida Bolivia (ambos sentidos)
- Santa Lucía desde San Quintín hasta Tucumán (sentido afuera)
- José Llupes desde Córdoba hasta Avenida Carlos María Ramírez (sentido Centro)

#### Corredores exclusivos
- Corredor Garzón desde Calderón de la Barca hasta Besnes Irigoyen (sentido Centro) / desde 19 de Junio hasta Carve (sentido Centro) / desde Carve hasta San Quintín (ambos sentidos) / desde San Quintín hasta José Llupes (sentido Centro)
- San Quintín desde Santa Lucía hasta Avenida Garzón (sentido afuera)
- Corredor Flores desde José Revuelta hasta Avenida Mendoza (ambos sentidos) / desde Avenida Mendoza hasta Hungría (sentido afuera)

## Transporte multimodal

### Líneas de ómnibus urbanas
A la fecha, el sistema está integrado por un total de 208 líneas urbanas, de las cuales se dividen según la ciudad y el departamento donde prestan sus servicios. 

#### Urbanos de Montevideo

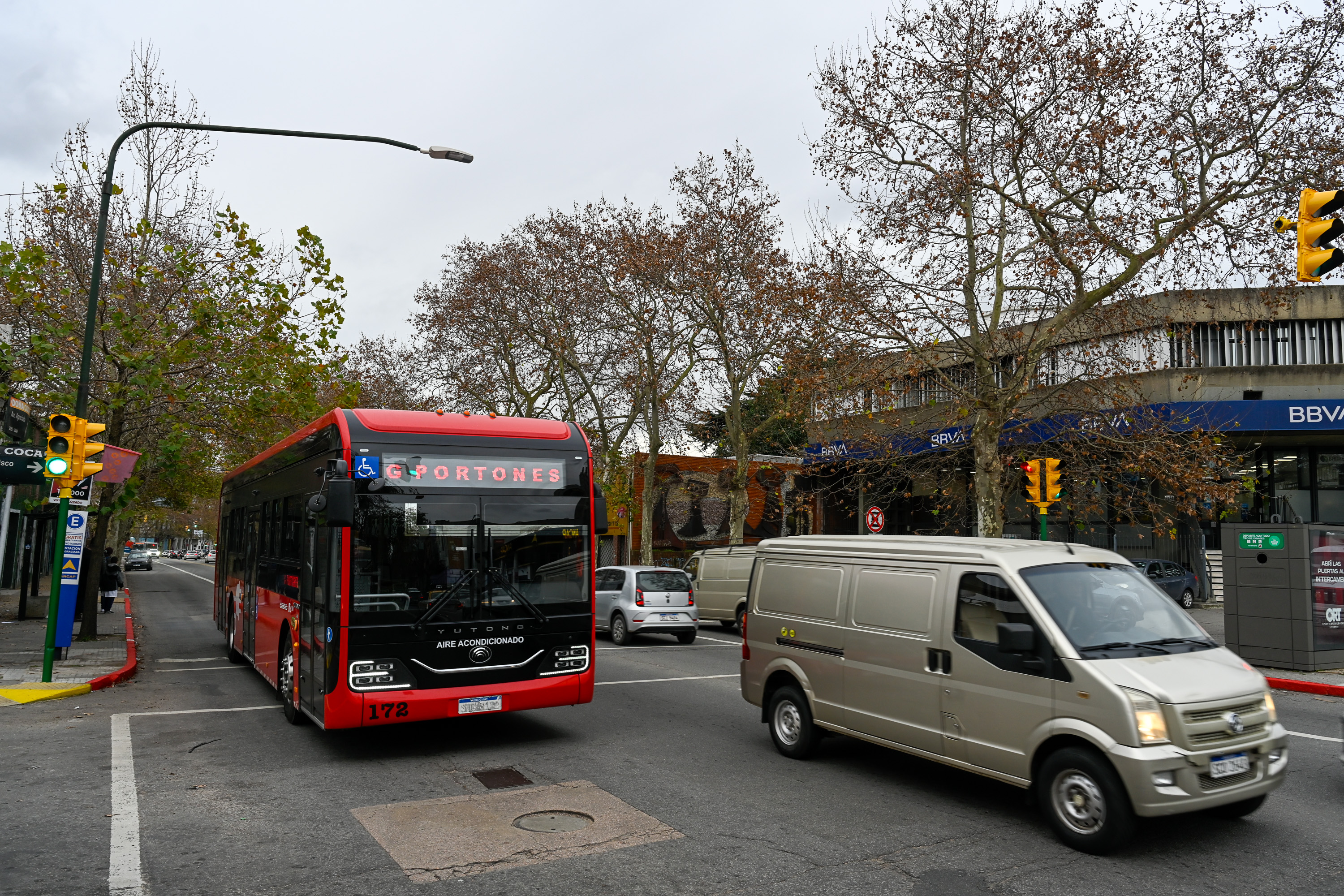
Línea G de transporte urbano de Montevideo.

La red de líneas urbanas de Montevideo está compuesta por 92 líneas urbanas, 44 líneas locales de cercanía y 5 líneas diferenciales semidirectos que operan dentro del departamento y el área metropolitana. 

#### Urbanos de Canelones

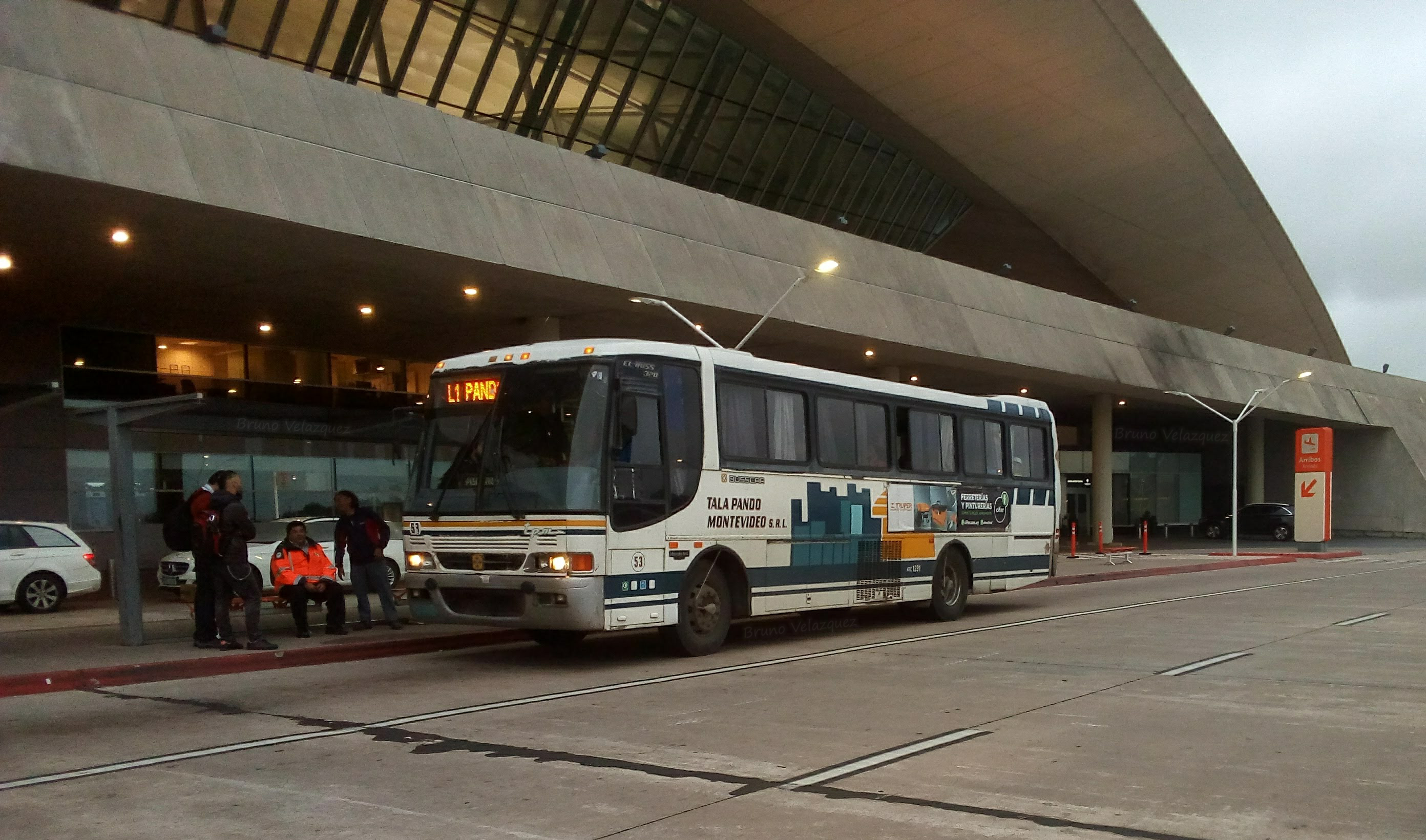
Línea T1 de transporte urbano-departamental de Canelones

Las red de líneas urbanas del departamento de Canelones, conocidas también como líneas departamentales, está conformada por 60 líneas que circulan por las distintas ciudades del departamento. Desde el año 2020 estas fueron integradas dentro del STM.

#### Urbanos de San José
En la actualidad el departamento maragato cuenta con dos tipos de servicios de transporte integrados al STM. Tanto urbanos e interurbanos funcionan entre las zonas aledañas de Ciudad del Plata y Libertad, comprendidas en el Área Metropolitana de Montevideo, como también con Montevideo a través de dos recorridos de carácter local -metropolitano.

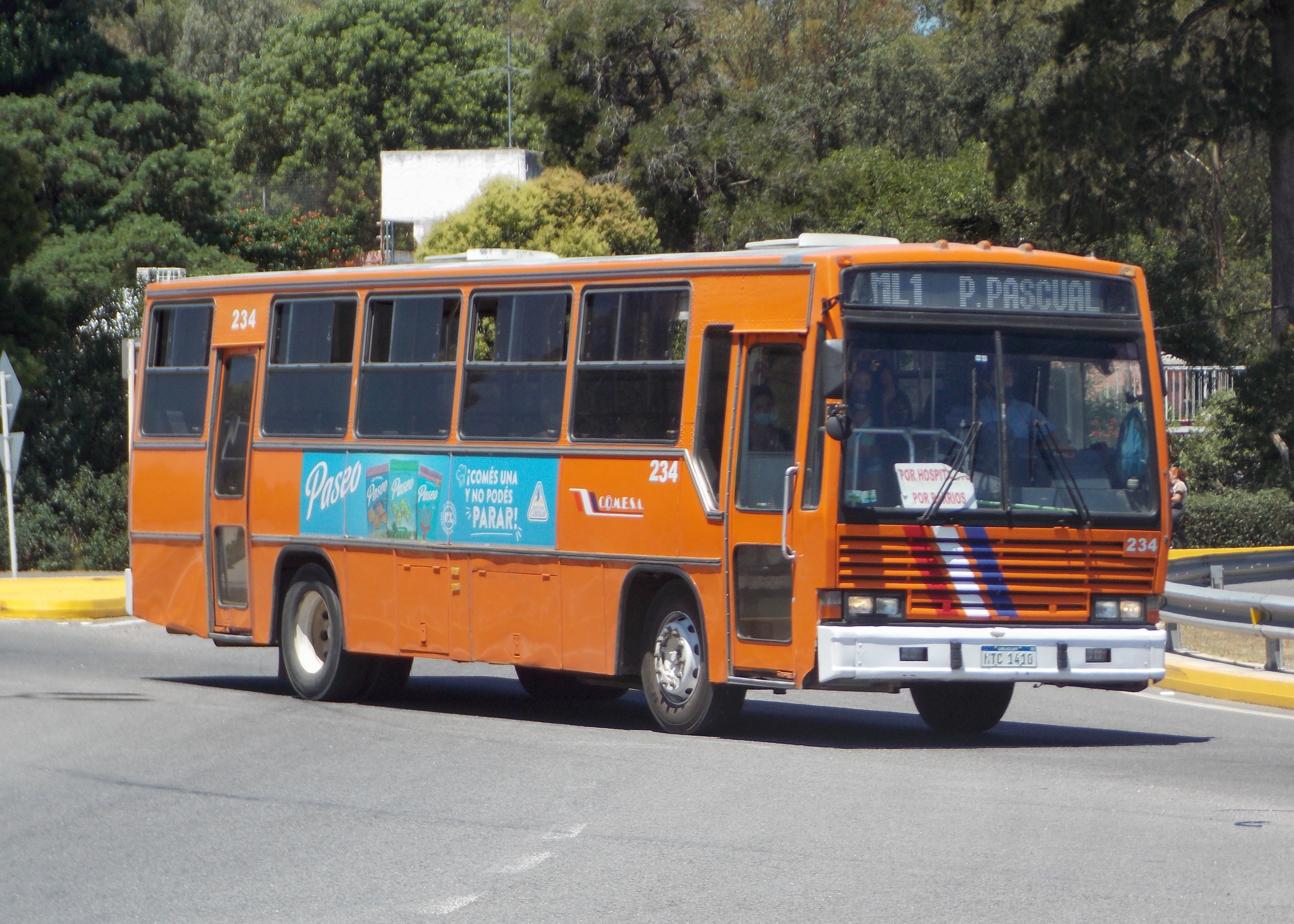
Línea ML1 de transporte urbano-departamental de San José.

Los servicios son operador desde 2011 por la división local de la Corporación de Ómnibus Micro-Este, la cual a diferencia de Montevideo, opera con coches de color anaranjado. En el año 2020 los servicios de transporte de San José fueron integrados al Sistema de transporte metropolitano y a los beneficios iguales al de otros servicios de índole metropolitana.
Cabe destacar que en el momento de la incorporación de estas líneas se debió modificar la denominación de las mismas, pasando de los prefijos LM a ML; LD a MD con objetivos de evitar la superposición al agregarse nuevos recorridos.

### Líneas de ómnibus metropolitanas
Las líneas de carácter suburbano o interurbano, conectan el departamento de Montevideo con ciudades que conforman el Área Metropolitana de Montevideo ubicadas en los departamentos de Canelones y San José.

### Líneas de ferrocarril metropolitanas

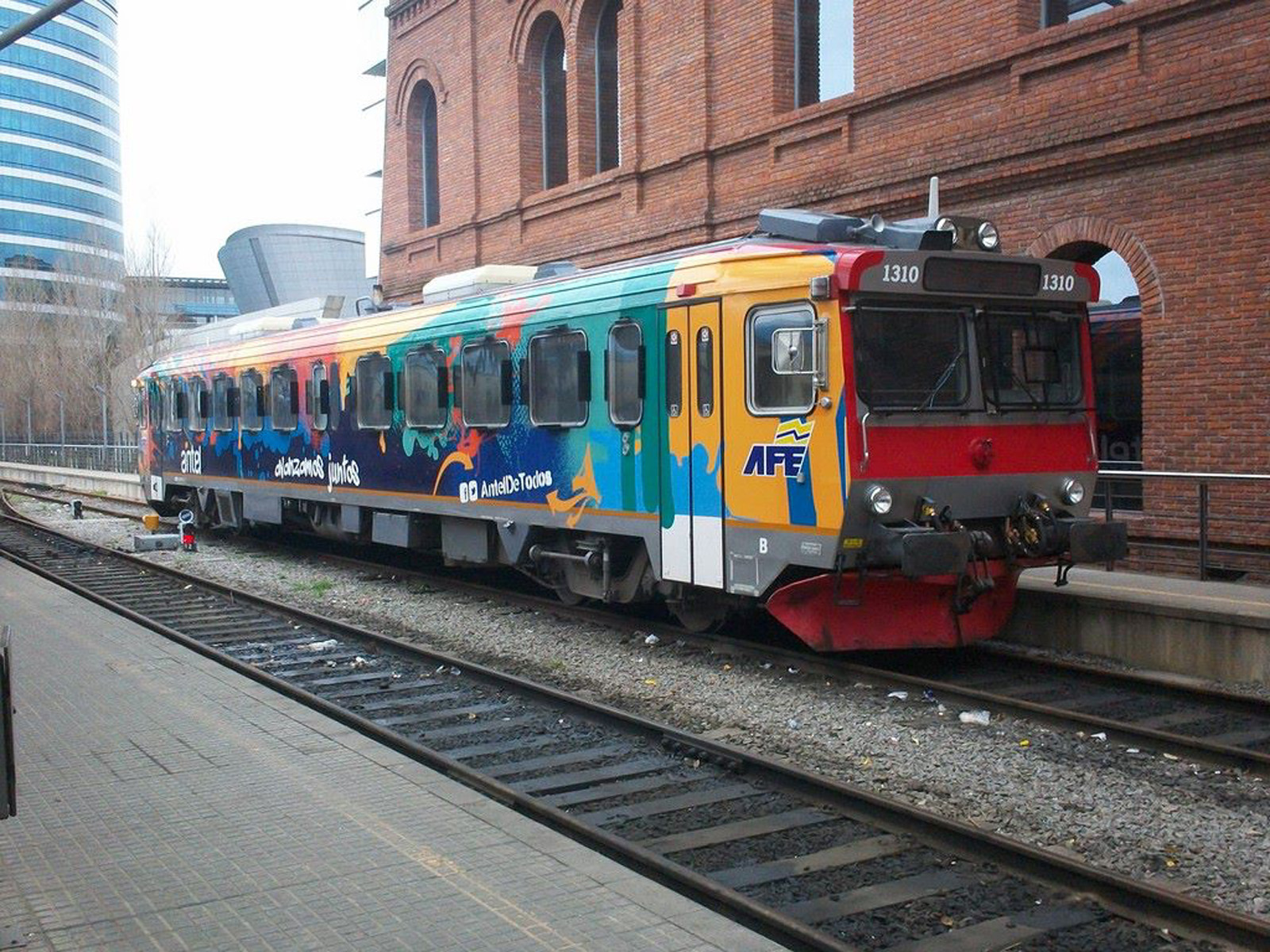
Coche de pasajeros de los Ferrocarriles del Estado en la Estación Central. Foto posterior a la supresión del servicio.

Actualmente, los servicios ferroviarios regulares de pasajeros dentro del área metropolitana de Montevideo se encuentran inactivos debido a las obras del Proyecto Ferrocarril Central entre Montevideo y Paso de los Toros. La construcción incluye la renovación y construcción de andenes en estaciones y apeaderos.

## Alcance del sistema
Con los años, dentro del STM también se han incluido a todos los servicios de pasajeros de la ciudad, tanto mediante transporte público de ómnibus urbanos, suburbanos y turístico, como mediante taxi, ferrocarril y el sistema de bicicletas públicas movete ; siendo los últimos dos inactivos en la actualidad, el primero a consecuencia de las obras del ferrocarril central y el segundo se encuentra aún en licitación. Desde el año 2020, el STM como sistema se ha extendido al área metropolitana de Montevideo, es decir, abarcando a gran parte de los departamentos Canelones y San José.
|  | Empresa           | Operación e incorporación                                                                                             | Flota de unidades |
|  | ----------------- | --- | ----------------- |
|  | Cutcsa            | - Urbanos de Montevideo - 2008 - Suburbanos / Metropolitanos - 2020 - Bus Turístico de Montevideo - 2024              | 1154              |
|  | Comesa            | - Urbanos de Montevideo - 2008 - Metropolitanos - 2020 - Locales metropolitanos / Departamentales de San José - 2020  | 185               |
|  | Coetc             | - Urbanos de Montevideo - 2008 - Metropolitanos - 2020 - Departamentales de Canelones - 2020                          | 300               |
|  | Ucot              | - Urbanos de Montevideo - 2008 - Metropolitanos - 2020 - Locales metropolitanos / Departamentales de Canelones - 2020 | 235               |
|  | Copsa             | - Metropolitanos - 2020 - Departamentales de Canelones - 2020                                                         | 290               |
|  | Casanova          | - Metropolitanos - 2020 - Departamentales de Canelones - 2020                                                         | 30                |
|  | Cita              | - Metropolitanos - 2020                                                                                               | 10                |
|  | CodelEste         | - Departamentales de Canelones - 2020                                                                                 | 55                |
|  | Rutas del Norte   | - Departamentales de Canelones - 2021                                                                                 | 18                |
|  | Satt              | - Departamentales de Canelones - 2020                                                                                 | 22                |
|  | Tpm               | - Metropolitanos - 2020 - Departamentales de Canelones - 2020                                                         | 90                |
|  | Zeballos Hermanos | - Departamentales de Canelones - 2022                                                                                 | 30                |

### Otras empresas
- Administración de Ferrocarriles del Estado
- Gremial Única del Taxi
- Movete
- Ferrando
- Gyf viajes

### Empresas anteriores
- Raincoop - Fue incorporada junto con las cuatro empresas prestadoras de Montevideo en 2008, hasta su cierre en 2016. La misma brindaba servicios urbanos en Montevideo y también servicios metropolitanos.

## Galería
En construcción